# 土棚 (神奈川県)
土棚（つちだな）は、神奈川県藤沢市北部から綾瀬市南部にかけての地名。

## 地理
引地川中流域、および蓼川下流域の相模野台地と谷戸地形の地域を指す地名。現在の行政区画では藤沢市北部と綾瀬市南部にまたがる。綾瀬市部は住居表示が実施済みであるが、藤沢市部は未実施である（2015年4月現在）。
神奈川県道22号が地域内を横断し、藤沢市と綾瀬市の境界にもなっている。
東部を小田急江ノ島線が縦断し、下土棚の北東部には長後駅が存在する。
最南端部分の藤沢市大字土棚はほぼ全域をいすゞ自動車藤沢工場の敷地が占め、周辺とともに工業地帯となっている。
なお、藤沢市下土棚の飛地が綾瀬市上土棚南5丁目内に存在する。

### 含まれる行政区域
- 綾瀬市
  - 上土棚北（かみつちだなきた） 1 - 5丁目
  - 上土棚中（かみつちだななか） 1 - 7丁目
  - 上土棚南（かみつちだなみなみ） 1 - 6丁目
- 藤沢市
  - 下土棚（しもつちだな）
  - 土棚 (藤沢市)（つちだな）

### 河川
- 引地川 - かつて当地を流れる領域は「土棚川」と呼ばれた[2]。
  - 蓼川 - 引地川支流

## 歴史
相模国高座郡に属し、平安時代末頃〜鎌倉時代は渋谷氏の支配する渋谷荘であった。後北条氏が支配する頃には「東郡土棚」とされたが、既に上土棚村と下土棚村に分かれていたようである。江戸時代末期に書かれた『新編相模国風土記稿』には高座郡渋谷庄上土棚村・下土棚村として記載されている。
この地には山岳信仰の大山阿夫利神社への道である大山道（柏尾通り大山道）が通り、それが上下を分ける境となっていた。
町村制施行の際、上土棚村は綾瀬村の大字、下土棚村は六会村の大字となった。六会村は1942年に藤沢市に編入され、昭和20年代初めに下土棚の一部（海軍電測学校跡地）に土棚の新大字が起立した。1954年には上土棚の代表が藤沢市への合併を求めたが実現には至らず、現在に至るまで別々の自治体に分かれたままである。上土棚は1992年に上土棚北1 - 5丁目、上土棚南1 - 6丁目、1995年に上土棚中5 - 7丁目、1996年に上土棚中1 - 4丁目の現行住居表示となった。

### 名称の由来
複数の説がある。
- 引地川の浸蝕で関東ローム層の断崖が土の棚のようになった様からとする説
- 大庭景親と渋谷重国が戦いのために引地川をせき止めた後、土砂が棚状に残った様からとする説

## 交通

### 鉄道

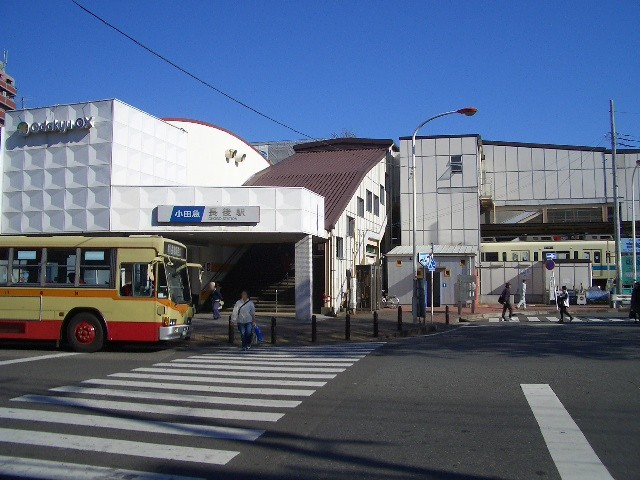
長後駅

- 小田急江ノ島線長後駅 - 藤沢市下土棚に所在

### 道路
- 神奈川県道22号
- 神奈川県道42号藤沢座間厚木線
- 用田バイパス

## 施設

### 綾瀬市
- 綾瀬市消防本部
- 綾瀬市立綾南小学校
- 綾瀬市立土棚小学校

### 藤沢市
- 藤沢北郵便局
- 藤沢市立富士見台小学校
- 藤沢市立長後中学校
- 藤沢高等自動車学校

## 史跡・名所

### 綾瀬市
- 蓮光寺 (綾瀬市)
  - 蓮光寺内陣彫刻[5]
- 上土棚南遺跡[6]
- 熊野社
  - 熊野社絵馬[7]

### 藤沢市
- 善然寺
  - 善然寺筆子塚群5基[8]
- 八臂青面金剛像庚申供養塔[8]